# 恨ミシュラン
『恨ミシュラン』（うらみしゅらん）は、西原理恵子と神足裕司が執筆したグルメレポート漫画。『週刊朝日』誌上で14年間続いた「デキゴトロジー」を終了し、1992年から1994年まで約2年間連載され、後に単行本・文庫本化されている。全106回。
当時のバブル期の名残や言論の自由の隆盛期、インターネットが普及しておらず個人制裁の微弱さを象徴する作品であり、「当時だからこそ描けた」「辛口の批評が絶妙である」として現在でも一部では好評である。
キャッチコピーは「死んだって二度と行かない！」「とっくにつぶれるこんな店！」。

## 概要
「恨ミシュラン」の題は「恨み」と「ミシュラン」を繋いだだけである（上巻巻末）。その名から想像がつくとおり、人気の料理店や有名な高級レストランを本音で評価することを目的としたグルメリポートである。店舗ごとに漫画と評論が掲載されており、漫画部分は西原が、評論部分は神足が担当した。通常は良い面しか評価しないグルメレポにおいて、マイナス評価を積極的に行う作品として人気を得、単行本・文庫化もされている。マイナス面をあげつらうばかりではなく、西原独特のネタも豊富である。
ミシュランのように点数評価があり、西原・神足それぞれが採点する。これを「恨ミ度」と称する。恨ミ度は恨み顔の数で採点し、五つ顔満点で顔が多いほどマイナスの評価である（イラストは、西原は羽をむしられた鳥、神足は口から火を噴く。#99～#101のみ星の数）。実際の採点では、顔がひとつも付かない高評価の店、五つ顔をオーバーする（西原のみ）低評価の店、西原自身点数がつけ難かった店など西原と神足で評価が大きく異なる店などがあった。
西原が「合格」マークを付けた店は連載序盤の1店舗のみである（当然「恨ミ度」はゼロ）。しかもそれも「よく考えれば普通の店。こんな店が珍しいなんて、東京って本当にレベル低い」という但し書きが添えられている。それとは逆に、最も酷かったと思われるある店に対しては、「うまいまずい以前の問題だ！　小学校から礼法をやり直せ。大阪じゃとっくにつぶれるぜこんな店」と罵っている。
なお、単行本・文庫版共に、発行時点ですでに閉店した店についてはそれを示すマークが付記されているが、本作の性質上、単行本では健在だった店も、その何割かが文庫版発行時には閉店しており、非常に多くの「閉店マーク」（羽をむしられた鳥の姿となっている西原が十字架を持っている）がついている。
2010年に放送された、西原理恵子のエッセイを原作としたドラマ『崖っぷちのエリー～この世でいちばん大事な「カネ」の話～』で、「恨ミシュラン」をモデルとした「恨めし屋」の連載を始めるエピソードが登場している。

## 登場人物

### レギュラー
西原理恵子（さいばら りえこ）（サイバラ）
事実上の主人公。漫画家。大好物は鮎。
神足裕司（こうたり ゆうじ）（コータリ・コウタリン）
エッセイスト。西原曰く「1日のうち23時間酔っぱらっている」。スケジュールの都合で西原と同行しない取材も何度かあった。
穴吹史士（あなぶき ふみお）
当時の編集長。かなりのケチで高額なメニューの店への取材をなかなか認めることがなかったが、#20にて酒に酔った勢いで京都での取材を認めてしまった。文藝春秋社と花田紀凱に対して強いライバル意識を持っているが（2巻巻頭漫画より）、西原に文春での新連載『鳥頭紀行』用の判子を贈った（が捨てられた）。3巻巻頭漫画で編集長をクビになってしまった。その後はAIC（Asahi Internet Caster）編集長。2006年11月に肝臓がんが判明し、2010年3月9日死去（63歳没）。勝田曰く「天国にもインターネットがあれば、きっと今も何か書いているはず」。
小島
初代担当（#1 - #29）。
青柳健（青ちゃん）
2代目担当（#30 - #78）。初登場は#27。2巻巻頭漫画と#78・80で会社を辞め故郷に帰っていき、最終回（#105・106）で再登場し文庫版上巻の解説を担当した。その後の足跡は不明。作中では精神に異常をきたして編集者を続けられなくなったとも、司法試験受験のため辞職したとも描かれているが、真相は不明。#78や『まあじゃんほうろうき』では神足・小島と共に西原らに麻雀のカモにされ疲弊する様子が描かれていた。
勝田敏彦（かつだ としひこ）（勝P）
3代目担当（#79 - #106）。初登場は#79。恰幅がよく（すなわちデブ）、食べることが何より好きなことから担当に任命される。2020年に神足の闘病記(挿絵は西原)が出版されるにあたり、記念して行われた神足・西原対談で聞き手を務めた。

### ゲスト
山崎一夫（やまざき かずお）
初登場は#30。ギャンブルライター。西原の「バクチの師匠」（#30）。
銀角（安藤康一）
初登場は#25。西原曰く「世界一狂暴なイラストレーター」（#25）。
金角（ゲッツ板谷）
初登場は#28。西原曰く「世界一危険なライター」（#30）。
青木光恵（あおき みつえ）
初登場は#43。一部パペットまがいの絵になっている（#46～。そのシーンでは西原も同様）。基本的には肥満体の汚れキャラで、西原にいじめられる役どころ。#86で編集者と結婚するも失業しアル中になった夫の事などで気苦労が絶えず、『西原理恵子の人生一年生2号』の復活版では西原とお互いの家庭での苦労を振り返っていた。後期にはノイローゼになりマルチ商法にはまり込んだ廃人となった。
西原淑子（さいばら よしこ）
西原理恵子の実母。初登場は#26（#8の回想シーンにも登場）。何の前触れもなく突然娘・理恵子のアパートに来る。#100では娘が起こした有限会社「とりあたま」の専務になるが、娘の金を旅行費に使いこんだりした。
神足ゆうたろう（神足祐太郎、こうたり ゆうたろう）
神足裕司の息子で当時は5歳。初登場は#37。名前に「裕」の字は使われていない（#60）。
宮崎耕司（みやざき こうじ）
初登場は#23。広告代理店・ぱっぽん堂の社員。「まあじゃんほうろうき」にも登場。口調は「○○ざんす」。
山本益博（やまもと ますひろ）（ますちゃん）
100回記念のゲスト。#99のみ。蘊蓄好きで食事マナーが汚い。
辺見庸（へんみ よう）
同上。#100のみ。酒癖が非常に悪い。

## 単行本・文庫本
- 恨ミシュラン1 いちどは行きたい 史上最強のグルメガイド
  - 1993年3月・朝日新聞社・ISBN 978-4-02-256801-4 (4-02-256801-1)
- 恨ミシュラン2 それでも行きたい 史上最強のグルメガイド
  - 1994年10月・朝日新聞社・ISBN 978-4-02-256801-4 (4-02-256801-1)
- 恨ミシュラン3 やっぱり行きたい 史上最強のグルメガイド
  - 1995年9月・朝日新聞社・ISBN 978-4-02-256899-1 (4-02-256899-2)
- 恨ミシュラン上 いちどは行きたい 史上最強のグルメガイド
  - 1997年10月・朝日新聞社（朝日文庫）・ISBN 978-4-02-261214-4 (4-02-261214-2)
- 恨ミシュラン下 それでも行きたい 史上最強のグルメガイド
  - 1997年10月・朝日新聞社（朝日文庫）・ISBN 978-4-02-261215-1 (4-02-261215-0)

- 西原理恵子の人生一年生2号（小学館　2003年5月　ISBN 4-09-106072-2）　
  - 西原の特集本。『恨ミシュラン』復活編（本編で訪れた店を再訪）と作者2人の対談、穴吹・小島・勝田へのインタビュー記事が掲載されている。